# Dante Alderighi
Dante Alderighi (Taranto, 7 luglio 1898 – Roma, 12 dicembre 1968) è stato un pianista, compositore e critico musicale italiano.

## Biografia
Nasce a Taranto da Raffaello Alderighi e Maria Cardellicchio. 
Nel 1908 si trasferì a Roma con la famiglia per proseguire gli studi di pianoforte con il maestro Giuseppe Mancini, già direttore del Conservatorio di Atene. 
Esordì il 17 febbraio 1909 all'Hôtel Excelsior di Roma quando non aveva ancora superato i dieci anni, in un concerto a beneficio dei terremotati di Sicilia, riscuotendo grande successo di pubblico e critica. In tale occasione Dante Alderighi eseguì musiche di Franz Joseph Haydn, Ludwig van Beethoven, Fryderyk Chopin, Pëtr Il'ič Čajkovskij, Edvard Grieg e Giovanni Sgambati. A Taranto, sua città natale, il suo concerto fu fissato il 2 settembre 1909, presso il teatro Politeama Alhambra da poco inaugurato, dove la sua esibizione fu molto apprezzata.
In seguito diede concerti ancora a Roma (dove suonò dinanzi a Elena del Montenegro e Margherita di Savoia), a Firenze, Napoli, Lucerna, ai Bagni di Casciana e a Taranto, sua città natale, presso la quale il Comune gli conferì onorificenze e una medaglia d'oro.
Fu devoto allievo di Giovanni Sgambati, su consiglio del quale si recò al Conservatorio di Lipsia (oggi Università della musica e del teatro di Lipsia) per perfezionarsi con il maestro Robert Teichmüller iniziando anche lo studio della composizione con Stephan Krehl. Ricevette lezioni anche da Francesco Bajardi. 
Alderighi che, come detto, aveva iniziato la sua carriera molto presto come enfant prodige, era uno dei più giovani artisti della Roma degli anni venti. Fu accolto nell'ambiente artistico con benevolenza e partecipò attivamente al mondo culturale capitolino e al fermento di quegli anni. Fu così che strinse amicizia con uomini di lettere (quali Massimo Bontempelli, Luigi Pirandello e Corrado Alvaro), pittori (come Felice Carena, Emanuele Cavalli, Onofrio Martinelli, Carlo Socrate, Franco Gentilini e altri artisti appartenenti alla cosiddetta Scuola romana di pittura), con musicisti (fra i quali Alfredo Casella, Francesco Malipiero (compositore), Francesco Cilea, Umberto Giordano e Ottorino Respighi) suoi contemporanei.
Fra il 1914 e il 1916, sotto la guida di Giacomo Setaccioli, si dedicò alla composizione, facendo parlare di sé soprattutto con gli Omaggi. Nel 1917 e nel 1918 proseguì gli studi con Ernesto Consolo, che sostituì al Conservatorio di Firenze nel 1921. L'amicizia con Massimo Bontempelli nacque fra il 1923 e il 1930, e per entrambi fu feconda di arricchimento artistico e culturale e occasione di fitto scambio epistolare. Fu Bontempelli ad avviare Alderighi alla pubblicistica, offrendogli la rubrica di critica musicale sul giornale da lui diretto "Il Lavoro Fascista": ciò peraltro non fu ben visto da alcuni contemporanei che non condividevano la scelta del Bontempelli per l'amico, che era uno spirito libero, e che non era (né fu mai) iscritto al Partito Nazionale Fascista.
Nel 1935, epoca che segnò l'apice dei suoi successi, mentre Alfredo Casella interpretava le sue composizioni, gli venne affidata la Cattedra di Pianoforte al Conservatorio Santa Cecilia, dove rimase ad insegnare fino al 1968. Ciò fu possibile grazie a una legge che garantiva l'accesso all'insegnamento o alla direzione del Conservatorio ad artisti di chiara fama, indipendentemente dal possesso del titolo o dal superamento di un concorso. 
Nel 1941 si sposò con Giovanna Fratini, dalla quale ebbe i figli Massimo (1942) e Maria Letizia (1945).
Dopo la guerra, Luigi Salvatorelli gli affidò la pagina musicale de La Nuova Europa, uno dei più importanti giornali dell'epoca. Collaborò anche con le rubriche musicali di Paese Sera e L'Italia Nuova.
Vinse con un Quartetto un premio al concorso bandito dalla Società Italiana per la Propaganda Musicale, e nel 1937 a San Remo il primo premio con la composizione Ouverture Breve per orchestra. Ottenne poi ulteriori lusinghieri riconoscimenti, fra i quali il "Premio Internazionale" della Radiotelevisione Francese (1951) per Le Filastrocche superando oltre 200 concorrenti di diciassette nazioni.
Il suo pianoforte, i quadri donatigli dagli artisti che gli furono amici, il suo archivio e l'abitazione nel quartiere Prati di Roma sono tuttora conservati dagli eredi. È sepolto al cimitero di Maccarese, nella tomba di famiglia da lui stesso voluta ed acquistata.

## Opere
A ogni composizione segue l'anno in cui fu consegnata alla Società Italiana degli Autori ed Editori.
1. Inno Delfico ad Apollo, Pittaluga S.A. (1932)
2. Undici Preludi, Forlivesi (1934)
3. Cantico delle Creature di San Francesco, Forlivesi (1934)
4. Introduzione Aria Finale, Forlivesi (1934)
5. Quartetto ad Archi (1934)
6. Prima Suite, Forlivesi (1934)
7. Ouverture Breve per orchestra, Suvini Zerboni (1936)
8. Villanesca, De Sanctis (1937)
9. Suite per violoncello e pianoforte, De Sanctis (1937)
10. Cinque Liriche su Parole di Massimo Bontempelli (Voluttà, Amore, L'Aquila Prega, Angeli e L'Albero), Suvini Zerboni (1939)
11. Secondo Concerto per pianoforte e orchestra, Suvini Zerboni (1940)
12. Canti Militari, Suvini Zerboni (1946)
13. Annunciazione (per soprano, tenore, coro femminile e archi), inedito (1949). Eseguita al Teatro Adriano di Roma nel 1939, diretta da Bernardino Molinari
14. Maria a Nazareth, inedito (1949). Trasmessa nel 1950 dalla Rai
15. Toccata per pianoforte, Suvini Zerboni (1950)
16. Divertimento per flauto e pianoforte, Suvini Zerboni (1950)
17. I Fumatori (parole di Giorgio Vigolo), inedito (1950)
18. Filastrocche (Ceccobistecco, Coprifuoco, Filastrocca, Ninnananna, Preghiera - primo premio della R.D.L.), Editions Françaises de Musique (1951)
19. Divertimento per pianoforte e orchestra, Suvini Zerboni (1952)
20. Tre Cantilene (Zucca Pelata, Donna Rocca, Il Bambino a chi lo do), Ricordi (1953)
21. Tre Indovinelli (L'Oliva, Il Gallo, La Lettera), Ricordi (1954)
22. Tre Canti Fanciulleschi (Pulcinella Va in Prigione, Preghiera di Natale, Dondo Campana), Ricordi (1954)
23. Tempo di Minuetto (1954)
24. Suite Rococò (Gavotta, Minuetto, Giga), Pellegrino Ed. Mus. (1954)
25. Pezzi Infantili (Introduzione, Valzer, Corale, Girotondo, Notturno, Mattinata Siciliana, Finale) Suvini Zerboni (1955)
26. Sogni Lieti (album di brani per pianoforte comprendente: Fata Turchina, Danza Norvegese, Marcia dei Ranocchi, Notte di Luna, La Gavotta del Re, Il Minuetto della Regina, La Giga del Delfino,  Canto del Marinaio, Valzer delle Bambole, I Trombettieri di Paperino), Curci (1957)
27. Omaggi per archi e pianoforte (Ouverture: a Bach, Sarabanda: a Lully, Finale: a Vivaldi) (1957)
28. L'Album delle Maschere (Brighella Galante, La Passeggiata di Fagiolino, Pierrot e Colombina, La Serenata di Florindo, Il Dottor Balanzone, Capitan Spaventa), Curci (1958)
29. Sei Madrigali di Monteverdi (A un Giro, Ecco Mormorar l'Onde, Si ch'io Vorrei Morire, Sovra Tenere Erbette, Quell'Angelin che Canta, Lasciatemi Morire), Forlivesi (1960)
30. Il Poney della Pampa, Curci (1961)

Convinto che le varie forme artistiche dovessero essere strettamente fra loro legate, compose le colonne sonore per alcuni film muti e per Arma bianca.